# Gilles Tschudi (acteur)
Pour les articles homonymes, voir Gilles Tschudi.
Gilles Tschudi, né le 6 mars 1957 à Bâle est un acteur et metteur en scène de théâtre suisse.

## Filmographie
- 2011 : Romeos de Sabine Bernardi

## Récompenses et distinctions
- Prix du cinéma suisse du meilleur second rôle 2004 pour Une offrande musicale (Mein Name ist Bach)